# Trumanda stigmatica
Trumanda stigmatica är en fjärilsart som beskrevs av Rothschild 1917. Trumanda stigmatica ingår i släktet Trumanda och familjen tandspinnare. Inga underarter finns listade i Catalogue of Life.